# 제41회 영국 아카데미 영화상
제41회 영국 아카데미 영화상은 1987년의 최고의 영화를 기리기 위해 1988년에 열린 시상식이다.

## 수상

### 작품상
- 마농의 샘 - 1부 - 클로드 베리 수상

### 데이빗 린 상
- 플래툰 - 올리버 스톤 수상

### 남우주연상
- 장미의 이름 - 숀 코네리 수상

### 여우주연상
- 84번가의 연인 - 앤 밴크로프트 수상

### 남우조연상
- 마농의 샘 - 1부 - 다니엘 오떼유 수상

### 여우조연상
- 희망과 영광 - 수잔 울드릿지 수상

### 각본상
- 데이빗 르랜드 수상

### 각색상
- 마농의 샘 - 1부 - 클로드 베리 수상

### 편집상
- 플래툰 - 클레어 심슨 수상

### 촬영상
- 플래툰 - 로버트 리처드슨 수상

### 음향상
- 자유의 절규 - Jonathan Bates 수상

### 의상상
- 라디오 데이즈 - 제프리 커랜드 수상

### 분장상
- 장미의 이름 - Hasso Von Hugo 수상

### 특수시각효과상
- 이스트윅의 마녀들 - Michael Lantieri 수상

### 프로덕션디자인상
- 라디오 데이즈 - 산토 로쿼스토 수상

### 외국어영화상
- 희생 - Anna-Lena Wibom 수상

### 단편영화작품상
- Jonas Grimas 수상

### 안소니 아스퀴스상
- 언터쳐블 - 엔니오 모리꼬네 수상

## 같이 보기
- 제60회 아카데미상
- 제13회 세자르상
- 제40회 미국 감독 조합상
- 제1회 유럽 영화상
- 제45회 골든 글로브상
- 제8회 골든 래즈베리상
- 제40회 미국 작가 조합상